# Ausiliatrici della carità
Le ausiliatrici della carità (in francese Auxiliatrices de la Charité) sono un istituto religioso femminile di diritto pontificio.

## Storia

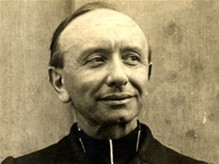
Jean-Émile Anizan, fondatore della congregazione

La congregazione fu fondata nel 1926 a Montgeron da Jean-Émile Anizan (1853-1928), già fondatore dei figli della carità, con la collaborazione di Thérèse Joly (1879-1956).
L'istituto ricevette il pontificio decreto di lode il 29 maggio 1951.

## Attività e diffusione
La congregazione è posta sotto il patrocinio di santa Teresa d'Avila e la sua spiritualità carmelitana; le suore si dedicano all'evangelizzazione del mondo operaio.
Sono presenti in Francia, in Portogallo e in Honduras; la sede generalizia è a Villejuif.
Alla fine del 2008 la congregazione contava 68 religiose in 11 case.